# Рікарду Жорже Олівейра Валенті
Рікарду Жорже Олівейра Валенте (порт. Ricardo Jorge Oliveira Valente, нар. 3 квітня 1991, Порту, Португалія) — португальський футболіст, нападник клубу «Марітіму».

## Ігрова кар'єра
Вихованець юнацьких команд футбольних клубів «Порту» та «Лейшойш».
У дорослому футболі дебютував 2010 року виступами за команду клубу «Ізмуріш», в якій провів один сезон, взявши участь у 23 матчах чемпіонату.
Згодом з 2011 по 2015 рік грав у складі команд клубів «Аліадуш Лорделу», «Фафі», «Фейренсі» та «Лейшойш».
Своєю грою за останню команду привернув увагу представників тренерського штабу клубу «Віторія» (Гімарайнш), до складу якого приєднався 2015 року. Відіграв за клуб з Гімарайнша наступний сезон своєї ігрової кар'єри. Більшість часу, проведеного у складі «Віторії», був основним гравцем атакувальної ланки команди.
Протягом 2016—2017 років захищав кольори команди клубу «Пасуш ді Феррейра».
До складу клубу «Марітіму» приєднався 2017 року.

## Статистика виступів

### Статистика клубних виступів
| Сезон               | Команда               | Чемпіонат           | Чемпіонат | Чемпіонат | Національний кубок | Національний кубок | Національний кубок | Континентальні кубки | Континентальні кубки | Континентальні кубки | Інші змагання | Інші змагання | Інші змагання | Усього | Усього |
| Сезон               | Команда               | Ліга                | Ігор      | Голів     | Ліга               | Ігор               | Голів              | Ліга                 | Ігор                 | Голів                | Ліга          | Ігор          | Голів         | Ігор   | Голів  |
| ------------------- | --------------------- | ------------------- | --------- | --------- | ------------------ | ------------------ | ------------------ | -------------------- | -------------------- | -------------------- | ------------- | ------------- | ------------- | ------ | ------ |
| 2010–11             | «Ізмуріш»             | 2Д                  | 23        | 2         | КП+КЛ              | 0                  | 0                  |                      | -                    | -                    |               | -             | -             | 23     | 2      |
| 2011–12             | «Аліадуш Лорделу»     | 2Д                  | 24        | 7         | КП+КЛ              | 0                  | 0                  |                      | -                    | -                    |               | -             | -             | 24     | 7      |
| 2012–13             | «Фафі»                | 2Д                  | 27        | 5         | КП+КЛ              | 2+0                | 1+0                |                      | -                    | -                    |               | -             | -             | 29     | 6      |
| 2013–14             | «Фейренсі»            | СЛ                  | 30        | 1         | КП+КЛ              | 3+3                | 0                  |                      | -                    | -                    |               | -             | -             | 36     | 1      |
| 2014–15             | «Лейшойш»             | СЛ                  | 18        | 9         | КП+КЛ              | 0+4                | 0+2                |                      | -                    | -                    |               | -             | -             | 22     | 11     |
| 2014–15             | «Віторія» (Гімарайнш) | ПЛ                  | 16        | 8         | КП+КЛ              | 0+1                | 0                  |                      | -                    | -                    |               | -             | -             | 17     | 8      |
| 2015–16             | «Віторія» (Гімарайнш) | ПЛ                  | 31        | 5         | КП+КЛ              | 0+1                | 0+1                | ЛЄ                   | 2                    | 0                    |               | -             | -             | 34     | 6      |
| серп. 2016          | «Віторія» (Гімарайнш) | ПЛ                  | 1         | 0         | КП+КЛ              | 0                  | 0                  |                      | -                    | -                    |               | -             | -             | 1      | 0      |
| Усього за «Віторію» | Усього за «Віторію»   | Усього за «Віторію» | 48        | 13        |                    | 2                  | 1                  |                      | 2                    | 0                    |               | -             | -             | 52     | 14     |
| 2016–17             | «Пасуш ді Феррейра»   | ПЛ                  | 27        | 4         | КП+КЛ              | 0+3                | 0                  |                      | -                    | -                    |               | -             | -             | 30     | 4      |
| Усього за кар'єру   | Усього за кар'єру     | Усього за кар'єру   | 197       | 41        |                    | 17                 | 4                  |                      | 2                    | 0                    |               | -             | -             | 216    | 45     |